# Geofizyka

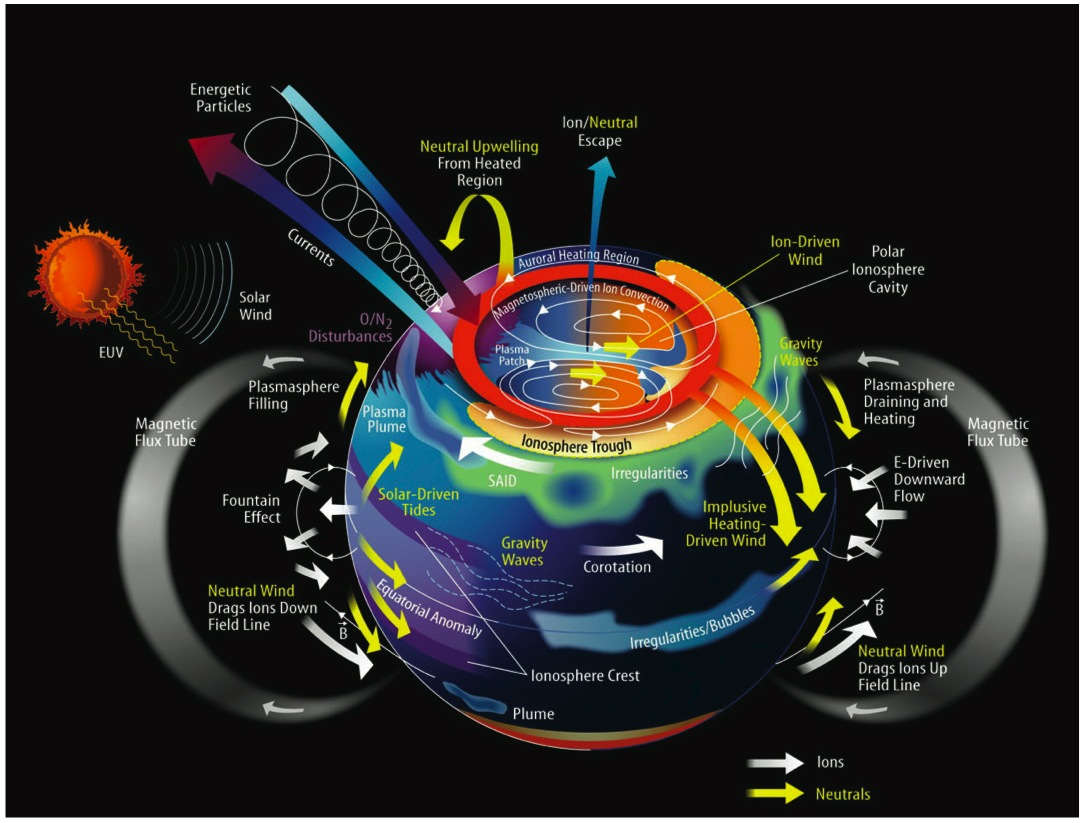
Schemat zjawisk magnetycznych w jonosferze i termosferze

Animacja tsunami wywołanego trzęsieniem ziemi na Oceanie Indyjskim w 2004

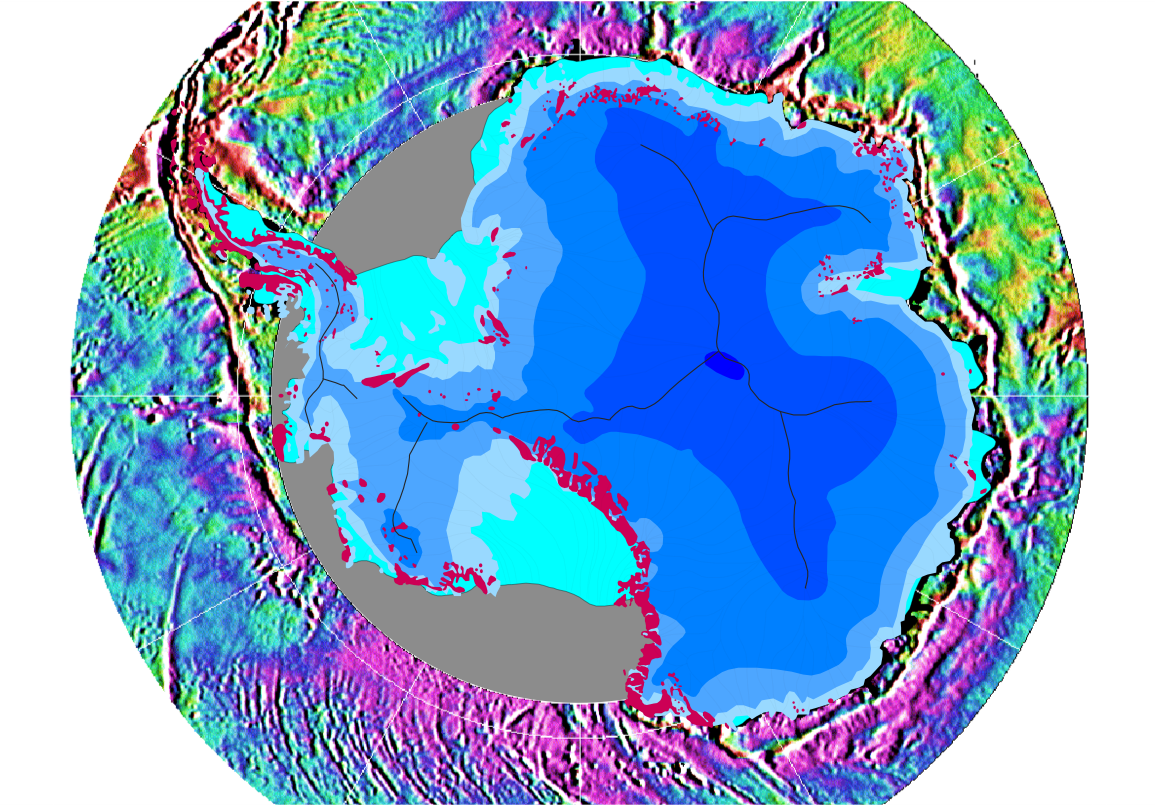
Różnice w natężeniu pola grawitacyjnego w obszarze Oceanu południowego

Geofizyka (z gr. γῆ gē – „ziemia”, oraz φύσις physis – „natura”) – dyscyplina nauk o Ziemi, która bada Ziemię jako planetę metodami naukowymi używanymi w fizyce. Obecnie terminem tym często określa się też badania innych planet podobnymi metodami.
Przedmiotem badań w geofizyce są procesy fizyczne zachodzące obecnie oraz w przeszłości w geosferach: litosferze, atmosferze i hydrosferze. Celem badań geofizycznych jest wyjaśnienie zjawisk obserwowanych w Ziemi na gruncie pojęć i terminów fizyki wykorzystując prawa i teorie fizyki. Geofizyka jest nauką teoretyczną, której ważnym elementem są także obserwacje i eksperymenty terenowe. Do grona światowej sławy geofizyków należą np. Maurycy Pius Rudzki (1862–1916), Emil Wiechert (1861–1928) czy Andrija Mohorovičić (1857–1936), czasem zalicza się do nich także wielkich fizyków: np. Galileusza (1564–1642) czy Izaaka Newtona (1643–1727) oraz matematyków, np.: Johanna Carla Friedricha Gaussa (1777–1855).

## Działy
W geofizyce wyróżnia się 5 podstawowych dziedzin:
- fizykę wnętrza Ziemi,
- naukę o atmosferze i oceanie,
- hydrologię,
- fizykę przestrzeni kosmicznej,
- badania polarne.

Działem geofizyki jest też geofizyka stosowana.
Nauki o atmosferze i oceanie patrz: meteorologia i oceanografia
Geofizyka zajmuje się badaniem pól fizycznych oraz fizycznych właściwości Ziemi (jako planety) oraz poznawaniem jej budowy.
Może być uważana – tak jak inne nauki o Ziemi – za jedną z nauk planetarnych.
Gałęziami geofizyki są:
- geoelektryka
- geofizyka otworowa
- geomagnetyzm
- grawimetria
- magnetometria
- magnetotelluryka
- radiometria geofizyczna
- sejsmika
- sejsmika górnicza
- sejsmologia
- sejsmologia górnicza

Hydrologia
Nauki o przestrzeni kosmicznej
- astrofizyka
- planetologia